# Pöytyä
Pöytyä (/ˈpøyt̪yæ/) là một đô thị của Phần Lan.
Vị trí ở tỉnh của Tây Phần Lan thuộc vùng Tây Nam Phần Lan. Đô thị này có dân số 6,220 (thời điểm ngày 31 tháng 12 năm 2004)và diện tích 409,14 km² trong đó có 0,40 km² là diện tích mặt nước. Mật độ dân số là 15,22 người trên mỗi km².
Dân đô thị này chỉ sử dụng tiếng Phần Lan Trước đây, tên đô thị này là Pöytis trong các tài liệu tiếng Thụy Điển, nhưng ngày nay có tên Pöytyä cũng trong tiếng Thụy Điển.
Đô thị lân cận Karinainen đã được sáp nhập vào Pöytyä đầu năm 2005.